# Aimée Thibault

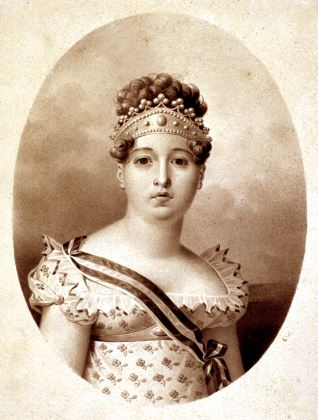
Retrato de María Isabel de Braganza, autora Aimée Thibault

Aimée Thibault fue una pintora miniaturista francesa afincada en Madrid.
En 1817 pintó los retratos de los reyes Fernando VII y María Isabel de Braganza. Según Ossorio y Bernard, lo hizo «con suma perfección en el parecido y limpieza en el trabajo», lo que facilitó que después se grabasen. Asimismo, pintó retratos de Pablo Cabrero, coronel de la Guarida Real, su esposa Josefa Martínez, diferentes miembros de la familia real y otras personas.